# Aganopis
Aganopis là một chi bướm đêm thuộc họ Erebidae.